# مارك فوسينوفيتش
مارك فوسينوفيتش (بالألمانية: Marc Vucinovic)‏ (19 سبتمبر 1988 بهانوفر في ألمانيا - ) هو لاعب كرة قدم ألماني في مركز الوسط. لعب مع آينتراخت براونشفايغ وبادربورن 07 وSV Bavenstedt ‏ وTSV Havelse ‏.

## وصلات خارجية
- مارك فوسينوفيتش على موقع قاعدة بيانات كرة القدم.إي يو (الإنجليزية)
- مارك فوسينوفيتش على موقع بيانات كرة القدم. دي إي (الألمانية)
- مارك فوسينوفيتش على موقع Soccerway.com (الإنجليزية)
- مارك فوسينوفيتش على موقع عالم كرة القدم.نت (الإنجليزية)
- مارك فوسينوفيتش على موقع AS.com (الإسبانية)